# Програмовані матриці логіки

Програмовані елементи показані як запобіжники

Програмовані матриці логіки, ПМЛ (англ. Programmable Array Logic, PAL) — найпростіші ПЛІС, що використовуються для імплементації логічних функцій в цифрові кола. Введена корпорацією Monolithic Memories в 1978 році. 
Основним програмованим компонентом ПМЛ є логічні матриці. Топологія забезпечує з'єднання будь-якого сигналу зі входу або ЗЗ з будь-яким кон'юнктором або диз'юнктором. Залежно від необхідних логічних функцій деякі з цих сполук розриваються, а деякі залишаються і служать для комутації сигналів. Можливість розриву забезпечується наявністю програмованого елемента (перемички) у місцях з'єднання сигнальних ліній. Залежно від технології виготовлення ПЛІС перемичка являє собою плавку металеву перемичку або елемент пам'яті.
ПМЛ має n парафазних входів а1, а2, …, an, матрицю І, матрицю АБО, m вихідних буферів та кола зворотного зв'язку. Матриця І програмована і дозволяє отримати на своїх виходах будь-які елементарні кон'юнкції змінних а1, а2, …, an. Виходи матриці І з'єднані із входами матриці АБО, яка створює диз'юнкції елементарних кон'юнкцій, сформованих матрицею І. Виходи матриці І називаються проміжними шинами (product terms) або термами (terms). На відзнаку від програмованих логічних матриць (ПЛМ або PLA) у ПМЛ матриця АБО має фіксовану настройку, за якої кожна проміжна шина матриці І з'єднана тільки з одним виходом. Це дозволяє реалізувати матрицю АБО у вигляді сукупності q-входових диз'юнкторів. Вихідні буфери являють собою програмовані макрокомірки МК, які й визначають архітектуру ПМЛ. Макрокомірки можуть складатися з вихідного інвертора з трьома станами (0, 1 і z-стан), тригерів різного типу.